# 少阳乡
少阳乡，是中华人民共和国江西省上饶市广丰区下辖的一个乡镇级行政单位。

## 行政区划
少阳乡下辖以下地区：
少阳村、双塘村、养塘村、新塘村、泉岭村、黄家山村和交溪村。